# Старт (клуб по хоккею с мячом)
«Старт» — российский профессиональный клуб по хоккею с мячом из Нижнего Новгорода, выступает в Суперлиге. Старейший и самый титулованный профессиональный клуб в Нижнем Новгороде. Основан в 1932 году. Обладатель Кубка России, двукратный финалист Кубка России, полуфиналист Кубка Мира, чемпион РСФСР,  серебряный и бронзовый призер чемпионата РСФСР, трёхкратный серебряный призер Чемпионата России, трехкратный бронзовый призер Чемпионата России.

## История
Клуб основан в 1932 году и является старейшим спортивным клубом Нижнего Новгорода. Нынешнее название носит с сезона 1960/61 годов. В период с 1951 по 1964 годы, а также в сезоне 1970/71 выступал в зональных и финальных (1958, 1960, 1963, 1964, 1971 годов) турнирах чемпионатов РСФСР. С сезона 1964/65 является постоянным участником чемпионатов СССР (за исключением сезона 1970/71). Во второй группе класса «А» чемпионата СССР — 1964—1967, 1969/70, 1971—1973. В первой лиге чемпионата СССР — 1974/75. В 1967—1969 годах и в сезоне 1973/74 выступал в первой группе класса «А». В сезоне 1967/68 выступал в высшей лиге Чемпионата СССР. В сезоне 1975/76 вернулся в элитный дивизион, где выступает по настоящее время.
Летом 1965 года в команде произошла смена тренера. Георгий Сергеевич Штыров перешел на работу в ДЮСШ «Локомотив» по футболу. «Старт» возглавил его игрок, мастер спорта Юрий Ефимович Фокин, который за год до этого прибыл в Горький из Алма-Аты. Приход нового тренера, имеющего за своими плечами опыт выступления в классе сильнейших, а также специальное образование и огромные организаторские способности дал новый импульс развитию команды.
Все наивысшие достижения команды в элите российского (советского) хоккея с мячом непосредственно связаны с именем Заслуженного тренера СССР и России Юрия Фокина. Именно под его руководством «Старт» трижды (в 1980, 1995 и 2002 годах) завоевывал серебряные медали, трижды (в 1996, 1998 и 2000 года) бронзовые медали и однажды Кубок СССР (в 1983 году).
Во времена Советского Союза Юрий Фокин работал вторым тренером в сборной команде страны, а в сезоне 2004 года — главным тренером сборной России.
С сезона 1960/61 годов команда обрела свое нынешнее название — «Старт». По воспоминаниям игроков команды установлено, что одним из его авторов является председатель совета ДСО «Зенит» тех лет и просто страстный болельщик — Борис Цивцин. Кроме того, один сезон перед этим команда носила название «Труд».
За годы игры «Старта» в высшей лиге играло немало известных мастеров. Это Юрий Гаврилов (трехкратный чемпион мира), Александр Рычагов (двукратный чемпион мира, двукратный серебряный призер, бронзовый призер), Вячеслав Рябов (такие же достижения, как у Рычагова, только, естественно, в разные годы), Олег Чубинский (двукратный чемпион мира, по одному разу — серебряный и бронзовый призер), Алексей Дьяков (двукратный чемпион мира, серебряный призер), Юрий Логинов (по одному комплекту «золота» и «серебра», четыре — «бронзы»), Александр Евтин (серебряный и бронзовый призер), Евгений Горячев (серебряный призер), Андрей Бегунов (серебряный призер), Владислав Новожилов (двукратный бронзовый призер).
С сезона 2007/08 на протяжении семи сезонов «Старт» возглавлял его бывший игрок, двукратный чемпион мира — Алексей Дьяков. Один из лучших бомбардиров в истории нижегородского хоккея с мячом 16 сезонов провел в Швеции, получил там гражданство. Его блестящая игра за клубы «Несшье» и «Мутала» сделала Дьякова широко известным не только в России, но и в Скандинавии.
С сезона 2014/15 в команде сменился тренерский штаб. Главным тренером стал Эдуард Саксонов, прежде работавший со «Стартом-2». Помогали ему его партнеры по команде 1990-х — начала 2000-х годов Вячеслав Рябов и Юрий Логинов. Председатель правления — Юрий Ерофеев. А с середины сезона 2015/16 главным тренером «Старта» был Игорь Чиликин. В том сезоне команда заняла наивысшее за свою «новейшую» историю место — 7-е.
В середине сезона 2016/17 вновь произошла смена главного тренера — им стал МСМК и серебряный призер чемпионата мира Андрей Бегунов. С сезона 2017/18 Вячеслав Рябов работает в должности спортивного директора клуба, а с лета 2016 года еще является президентом ФХСМНО.
В середине сезона 2017/18 пост главного тренера «Старта» вновь занял Алексей Дьяков, вернувшийся из московского «Динамо», а его помощником стал Эдуард Саксонов.
В сезоне 2018/19 обыграв действующего чемпиона Швеции — «Эдсбюн» и в четвертьфинале сенсационно разгромив красноярский «Енисей» — 0:4 нижегородский «Старт» впервые в своей истории вышел в полуфинал Кубка Мира.
В середине сезона 2018/19 пост главного тренера «Старта» вновь занял Андрей Бегунов, вернувшийся из «Старт-2», а его помощником стал Юрий Гаврилов, ранее занимавший пост тренера-консультанта.
В сезоне 2019/20 пост главного тренера «Старта» сохранил Андрей Бегунов, его помощником стал Александр Епифанов, возглавляющий сборную Германии. В «Старте-2» вместе с Александром Вихаревым продолжает работать Эдуард Саксонов и Юрий Гаврилов в роли тренера-консультанта.
С сезона 2023/24 главный тренер "Старта" - Андрей Рушкин, тренер - Андрей Бегунов.

## Достижения

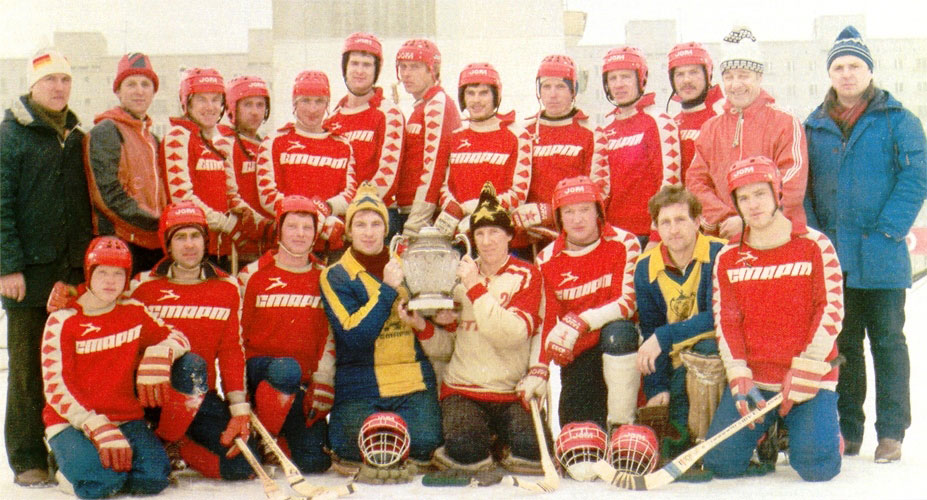
Горьковский «Старт» с Кубком СССР 1983 год. Слева-направо: стоят — Веретенов, Гаврилов, Пугачев, Гладких, Коровин, Салеев, Максименко, Дьяков, Горячев, Крыгин, Медведский, Фокин, Колбинов; сидят — Локушин, Осипов, Шестеров, Домненков, Кадышев, Рычагов, Окулов, Ионов.

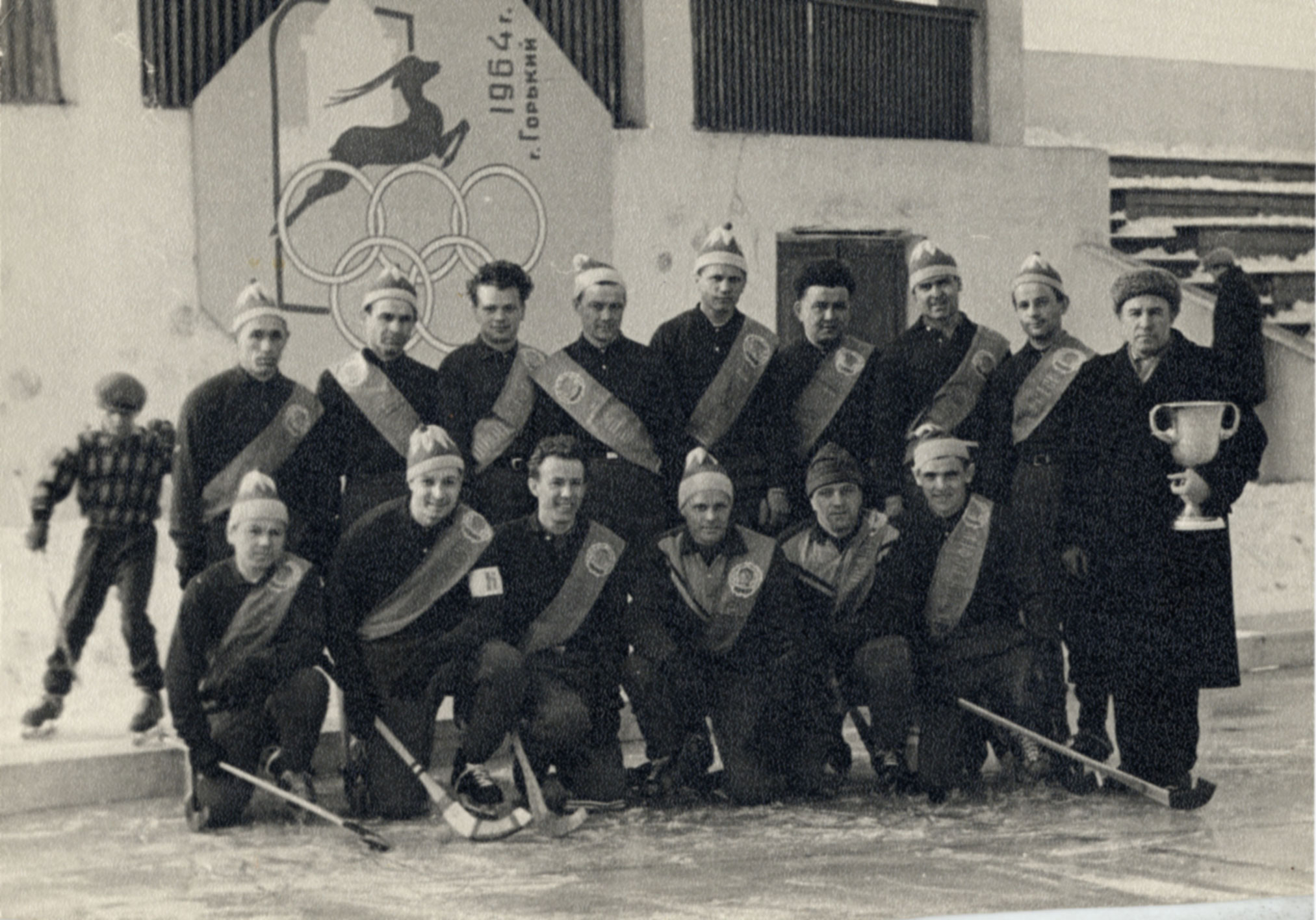
«Старт» чемпион РСФСР 1964 года. Слева-направо: стоят — Никишин, Андриянов, Рыбаков, Фирстанов, Махалов, Баскаков, Сытин, Е.Пантелеев, Штыров; сидят — Шестеров, А.Пантелеев, Крутов, Минеев, Кузнецов, Бурлаков.

Кубок Мира
- Третье место на Кубке Мира 2018/19

Кубок СССР/России
- Обладатель Кубка СССР 1982/83
- Финалист Кубка СССР 1985/86
- Финалист Кубка России 1997/98

Чемпионат СССР/России
- Серебряный призёр Чемпионата России 1994/95, 2001/02
- Серебряный призёр Чемпионата СССР 1979/80
- Бронзовый призёр Чемпионата России 1995/96, 1997/98, 1999/2000

Чемпионат РСФСР
- Чемпион РСФСР 1963/64
- Серебряный призёр Чемпионата РСФСР 1962/63
- Бронзовый призёр Чемпионата РСФСР 1960/61

I лига чемпионата СССР
- Победитель I лиги чемпионата СССР 1975

Чемпионат СССР класс А  II группы
- Серебряный призер чемпионата СССР класс А II группы 1964

Кубок «Волга-Спорт-Арены»
- Обладатель I Кубка «Волга-Спорт-Арены» 2015

Кубок Фалуна
- Обладатель Кубка Фалуна 2008

Кубок Главы Республики Коми
- Обладатель Кубка Главы Республики Коми 1998, 2001

Кубок «Porvoo Borgå 650 Bandy Cup»
- Обладатель Кубка «Porvoo Borgå 650 Bandy Cup» 1996[10]

## Лучшие бомбардиры

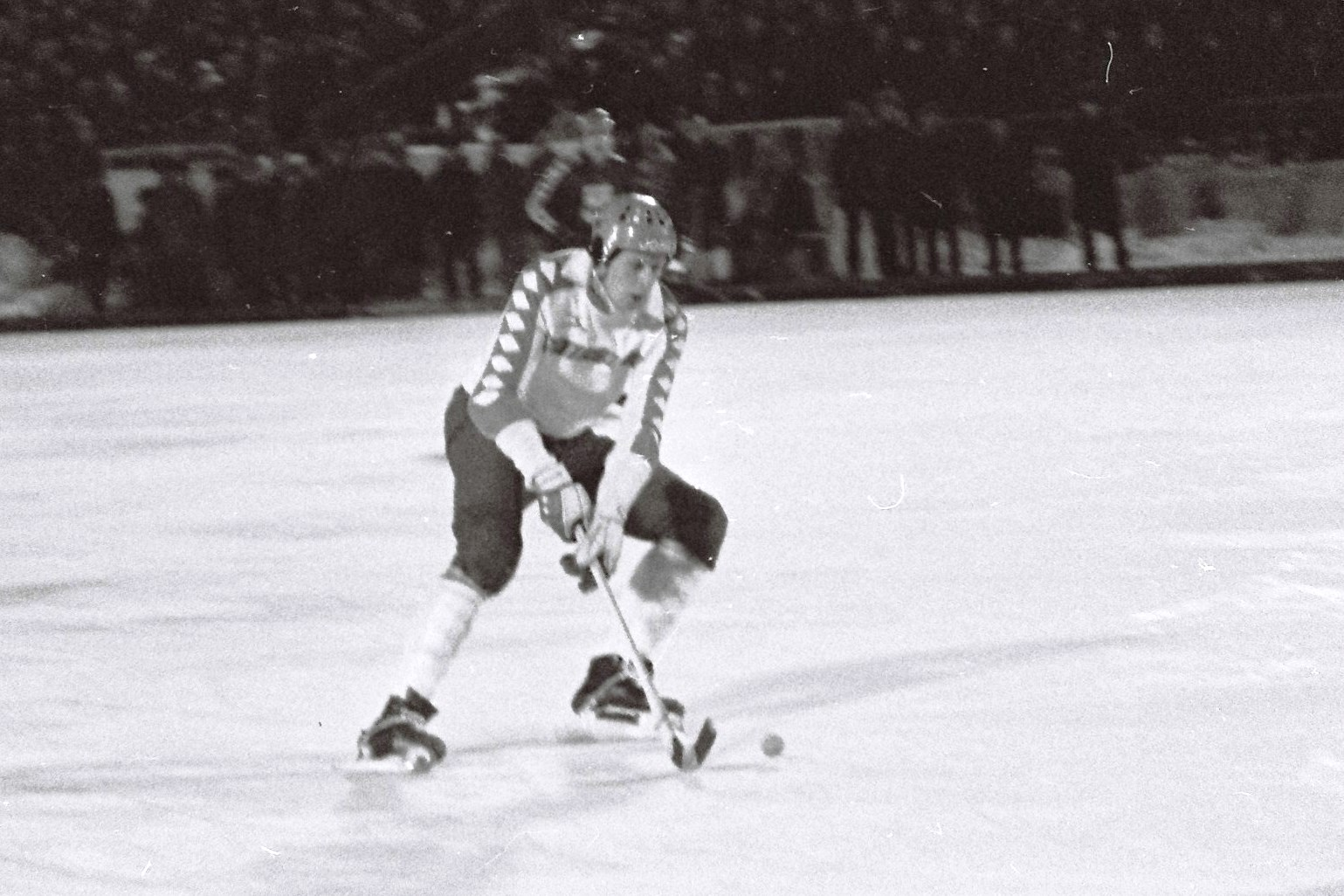
В атаке Сергей Максименко

- Лучший бомбардир нижегородского хоккея Сергей Максименко забил — 387 мячей за «Старт» только в чемпионатах страны, прежде чем уехал играть в Финляндию.[1]
- Второй бомбардир в истории «Старта» Вадим Морозов, забивший в чемпионатах страны — 288 мячей, а общее количество забитых мячей — 400, включая Кубок России и международные матчи.[11]

## Достижения игроков клуба
- Защитник Александр Рычагов в финале чемпионата мира 1985 забил победный гол в ворота шведов.[1]
- Вячеслав Рябов был назван лучшим вратарем чемпионата мира 2001 и включен в символическую сборную чемпионата мира 1999.
- Юрий Гаврилов — первый чемпион мира в составе «Старта» — завоевал это почетное звание, еще будучи игроком первой лиги.
- Юрий Логинов, став чемпионом мира 1999 в составе сборной России, в 2003 году уже в составе сборной Казахстана выиграл «бронзу». А капитаном этой команды был еще один игрок «Старта» — Владислав Новожилов.[12]
- В 2012 году сразу четыре игрока «Старта» стали бронзовыми призерами чемпионата мира в составе сборной Казахстана — Леонид Бедарев, Денис Максименко, Рауан Исалиев, Руслан Галяутдинов. Максименко и Бедарев впоследствии стали четырехкратными обладателями бронзовых медалей чемпионата мира, а Галяутдинов — трёхкратным.[1]

## Тренерский штаб
- Главный тренер —  Андрей Рушкин
- Старший тренер —  Андрей Бегунов
- Тренер-консультант —  Юрий Гаврилов
- Тренер «Старт-2» —  Александр Вихарев
- Тренер «Старт-2» —  Игорь Чиликин

## Текущий состав

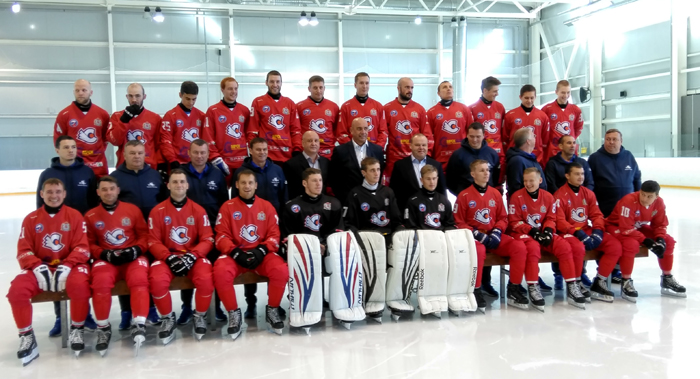
Нижегородский «Старт» сезона 2018-2019

| №  | Амплуа       | Фамилия, имя      | Звание | Гражданство       | Дата рождения |
| -- | ------------ | ----------------- | ------ | ----------------- | ------------- |
| 1  | вратарь      | Артём Ершов       | кмс    | Россия            | 17.10.2004    |
| 97 | вратарь      | Юрий Иванчиков    | кмс    | Россия            | 22.08.1997    |
| 90 | вратарь      | Никита Фадин      | кмс    | Россия            | 25.07.2003    |
| 4  | защитник     | Анатолий Голубков | мсмк   | Россия, Казахстан | 01.12.1988    |
| 28 | защитник     | Максим Легошин    | кмс    | Россия            | 01.09.1999    |
| 83 | защитник     | Сергей Филатов    | кмс    | Россия            | 11.10.1993    |
| 95 | защитник     | Роман Кобелев     | кмс    | Россия            | 03.08.2006    |
| 12 | полузащитник | Денис Котков      | мс     | Россия            | 22.07.1984    |
| 17 | полузащитник | Фёдор Волков      | кмс    | Россия            | 22.12.2003    |
| 22 | полузащитник | Никита Кочетов    | кмс    | Россия            | 22.02.2000    |
| 23 | полузащитник | Михаил Оськин     | мс     | Россия            | 07.01.2000    |
| 25 | полузащитник | Денис Игошин      | мс     | Россия            | 13.01.1991    |
| 37 | полузащитник | Вячеслав Вдовенко | мс     | Россия            | 17.04.1990    |
| 3  | Нападающий   | Дмитрий Баранов   | кмс    | Россия            | 10.01.2002    |
| 9  | Нападающий   | Пётр Цыганенко    | мс     | Россия            | 28.04.1989    |
| 11 | Нападающий   | Михаил Андреев    | кмс    | Россия            | 10.01.2006    |
| 19 | нападающий   | Руслан Сущев      | кмс    | Россия            | 23.02.2005    |
| 21 | нападающий   | Дмитрий Барбаков  | мс     | Россия            | 06.08.1997    |
| 44 | Нападающий   | Кирилл Литвинов   | Кмс    | Россия            | 20.06.2004    |
| 70 | Нападающий   | Вячеслав Швецов   | мс     | Россия            | 24.07.1992    |
| 81 | Нападающий   | Вячеслав Нелюбин  | кмс    | Россия            | 15.03.2001    |

## Инфраструктура клуба
- Стадион «Труд» территориально расположен в Сормовском районе. Стадион вмещает чуть больше 20 000 зрителей[13]. Представляет собой площадку с искусственным льдом площадью более 14 000 квадратных метров. Обладает конькобежной дорожкой международного стандарта, протяженностью 400 метров. Размеры поля 105 x 65 м[14]
- Стадион «Старт» территориально расположен в Московском районе. Стадион вмещает 6200 зрителей. Представляет собой площадку с естественным льдом и размерами поля 105 x 65 м[15]

Предсезонную подготовку хоккеисты команды «Старт» проводят в Нижегородском ФОК «Юность» (Московский район), а также используют ФОК «Красная горка» и Спортивный центр «Борский» в городе Бор.

## Атрибутика клуба
Клубные цвета
Цвета клуба —      красный,      синий,      белый.
Эмблема и логотип

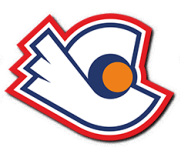
Логотип хоккейного клуба «Старт»

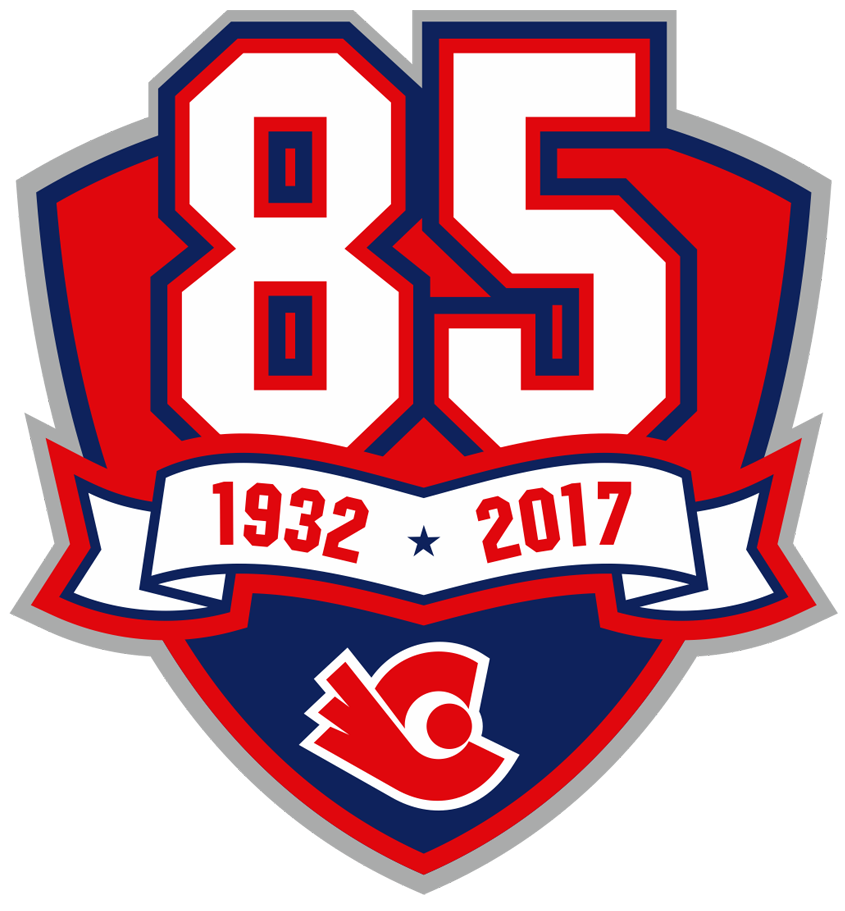
Юбилейный логотип хоккейного клуба «Старт»

В сезоне 2015/2016 в дополнение к существующей эмблеме, был создан логотип клуба. В сезоне 2017/2018 использовался юбилейный логотип, посвященный 85-летию клуба.
Талисман
Клубный талисман — «Стартенок», забавный мальчишка, юный хоккеист.
Гимн
В 2015 году был написан гимн клуба. Автор музыки и слов — Боряев Илья. Также, неофициальной песней болельщиков, часто исполняемой на матчах, является — «Сормовская лирическая»